# Marco Fidel Suárez
Marco Fidel Suárez (Hatoviejo, 23 de abril de 1855 - Bogotá, 3 de abril de 1927) foi um escritor e político colombiano, que ocupou o cargo de Presidente da República da Colômbia no período que vai de 1918 a 1921.